# جائزة اختيار المراهقين
جائزة اختيار المراهقين (بالإنجليزية: Teen Choice Awards)‏هي جوائز سنوية تبث على شبكة فوكس، وتُكرِّم أفضل إنجازات السنة في مجالات متعددة هي الموسيقى والأفلام والرياضة والتلفزيون والموضة وغيرها. يتم اختيار الفائز من قبل مراهقين تتراوح أعمارهم بين 13-19 سنة.

## فئات الجوائز

### سنيما
- جائزة اختيار المراهقين لأفضل ممثل: كوميدي.
- جائزة اختيار المراهقين لاختيار الممثل التلفزيوني: خيال علمي.
- جائزة اختيار المراهقين لأفضل ممثل في فيلم أكشن ومغامرات.
- جائزة اختيار المراهقين لأفضل ممثلة تلفزيونية كوميدية.
- جائزة اختيار المراهقين لاختيار الممثل التلفزيوني: كوميدي.
- جائزة اختيار المراهقين لاختيار موسيقى: فنانة.
- جائزة اختيار المراهقين لأفضل جولة صيف.
- جائزة اختيار المراهقين لأقضل نجمة تلفزيون الواقع.
- جائزة اختيار المراهقين لأفضل ممثل شاب.
- جائزة اختيار المراهقين لأفضل ممثلة: رومانس.
- جائزة اختيار المراهقين: الفيلم - اختيار الانسجام بين الممثلَيْن الاثنين.
- جائزة اختيار المراهقين لأفضل شخصية تويتر.
- جائزة اختيار المراهقين لأفضل فيلم: دراما.
- جائزة اختيار المراهقين لأفضل مسلسل صيفي.
- جائزة اختيار المراهقين لأفضل ممثلة: خيال علمي.
- جائزة اختيار المراهقين لأفضل فرقة روك.
- جائزة اختيار المراهقين لأفضل مسلسل تلفزيوني درامي.

## الاحتفالات حسب السنة
| عام                                    | تاريخ                | مقدم الحفل                                                          | مغنيين الحفل                                                                              |
| -------------------------------------- | -------------------- | ------------------------------------------------------------------- | ----------------------------------------------------------------------------------------- |
| 1999                                   | 1 أغسطس , 1999       | - لا أحد بريتني سبيرز                                               | - بريتني سبيرز - إن سينك - جلوريا إستيفان - بلينك-182 - كريستينا أغيليرا                  |
| 2000                                   | 6أغسطس , 2000        | - لا أحد                                                            | - 98 Degrees - BBMAK - نو داوت - إنريكيه إغليسياس                                         |
| 2001                                   | 12 أغسطس , 2001      | - لا أحد                                                            | - شاغي - آرون كارتر - نيك كارتر - نيللي (رابر) - جينيفر لوف هيويت - BBMAK                 |
| 2002                                   | 4أغسطس , 2002        | - لا أحد                                                            |                                                                                           |
| 2003                                   | 2 أغسطس , 2003       | - ديفيد سبيد                                                        | - كيلي كلاركسون - إڤانيسنس - The Donnas                                                   |
| 2004                                   | 8 أغسطس , 2004       | - باريس هيلتون - نيكول ريتشي                                        | - بلينك-182 - اشلي سيمبسون - جوجو - ليني كرافيتز - Yellowcard                             |
| 2005                                   | 14 أغسطس , 2005      | - هيلاري داف - روب شنايدر                                           | - غوين ستيفاني - بلاك آيد بيز - بوسيكات دولز - سيمبل بلان                                 |
| 2006                                   | 20 أغسطس , 2006      | - داين كوك - جيسيكا سمبسون                                          | - كيفين فيديرلين - نيللي فرتادو - تمبلند - ريانا                                          |
| 2007                                   | 26 أغسطس , 2007      | - هيلاري داف - نيك كانون                                            | - كيلي كلاركسون - آفريل لافين - فيرغي - Shop Boyz                                         |
| 2008                                   | 4 أغسطس , 2008       | - مايلي سايرس                                                       | - مايلي سايرس - ماريا كاري - ACDC - M&M Cru                                               |
| حفل توزيع جوائز اختيار المراهقين 2009 ‏ | 9 أغسطس , 2009       | - جوناس برذرز                                                       | - جوناس برذرز - شون كينغستون - مايلي سايرس - بلاك آيد بيز                                 |
| حفل توزيع جوائز اختيار المراهقين 2010 ‏ | 8 أغسطس , 2010       | - كايتي بيري - كوري مونتيث - مارك سالينغ - كريس كولفر - كيفين مكهيل | - جيسون ديرولو - Travie McCoy - برونو مارس - كايتي بيري - جستن بيبر - Diddy – Dirty Money |
| حفل توزيع جوائز اختيار المراهقين 2011 ‏ | 7 أغسطس , 2011       | - كالي كوكو                                                         | - جيسون ديرولو - ويل.آي.أم - Selena Gomez and the Scene - ون ريبوبليك                     |
| حفل توزيع جوائز اختيار المراهقين 2012 ‏ | تموز\/يوليه 22, 2012 | - ديمي لوفاتو - كيفين مكهيل                                         | - نو داوت - فلو رايدا - بولي دي - كارلي راي جيبسن - جستن بيبر                             |

## روابط خارجية
- جائزة اختيار المراهقين على موقع IMDb (الإنجليزية)
- جائزة اختيار المراهقين على موقع ميوزك برينز (الإنجليزية)